# 英国インディペンデント映画賞
英国インディペンデント映画賞（英: British Independent Film Awards）は、イギリスのインディペンデント映画を対象とした映画賞。毎年10月に候補が発表され、11月下旬または12月上旬に授賞式が行われる。

## 歴史
レインダンス映画祭の創始者でもあるエリオット・グローヴが1998年に設立した。

## エントリー資格
受賞対象となるには、イギリス人であり、予算が1000万ポンド未満作品に限られる。また、例えば2009年度の授賞対象となるには、2008年12月1日から2009年11月30日の間にイギリスの映画祭またはイギリス国内の劇場で公開されていなければならない。

## 部門
- 作品賞
- 監督賞
- 主演男優賞
- 主演女優賞
- 助演男優賞
- 助演女優賞
- 新人製作者賞
- 新人監督賞
- 有望新人賞
- 新人脚本家賞
- 脚本賞
- 外国インディペンデント映画賞
- 技術賞
- ドキュメンタリー映画賞
- 英国短編映画賞
- ディスカバリー賞
- 審査員賞
- リチャード・ハリス賞
- ヴァラエティ賞

## 授賞式
- 1998年 - 第1回
- 1999年 - 第2回
- 2000年 - 第3回
- 2001年 - 第4回
- 2002年 - 第5回
- 2003年 - 第6回
- 2004年 - 第7回
- 2005年 - 第8回
- 2006年 - 第9回
- 2007年 - 第10回
- 2008年 - 第11回
- 2009年 - 第12回
- 2010年 - 第13回
- 2011年 - 第14回
- 2012年 - 第15回
- 2013年 - 第16回
- 2014年 - 第17回
- 2015年 - 第18回
- 2016年 - 第19回
- 2017年 - 第20回
- 2018年 - 第21回
- 2019年 - 第22回
- 2020年 - 第23回